# Пуденко Григорій Іванович
Григо́рій Іва́нович Пуде́нко  (5 травня 1921, село Березняки, тепер Хорольського району Полтавської області — 2004?, місто Полтава) — радянський державний діяч, голова Полтавського облвиконкому в 1974—1978 роках. Депутат Верховної Ради УРСР 6—7-го і 9-го скликань. Заступник голови Верховної Ради УРСР у червні 1976 — грудні 1978 року. Член Ревізійної Комісії КПУ в 1976—1981 роках.

## Біографія
Народився 5 травня 1921 в селі Березняки Хорольського повіту Полтавської губернії в селянській родині.
У 1939—1947 роках — у Червоній армії. У 1939—1941 роках — курсант Грозненського піхотного училища. Учасник радянсько-німецької війни. Служив командиром стрілецької роти 861-го стрілецького полку 294-ї стрілецької дивізії Північно-Західного фронту. Був важко поранений у вересні 1941 року, отримав інвалідність. З грудня 1942 року працював в органах військових комісаріатів, служив помічником начальника 1-ї частини Східно-Казахстанського обласного військового комісаріату Казахської РСР.
Член ВКП(б) з грудня 1946 року.
З 1947 року — уповноважений Покровсько-Багачанської районної контори організованого набору робітників, завідувач Покровсько-Багачанського районного фінансового відділу Полтавської області.
У травні 1952 — вересні 1954 року — голова виконавчого комітету Покровсько-Багачанської районної Ради депутатів трудящих Полтавської області.
У вересні 1954 — червні 1958 року — слухач Вищої партійної школи при ЦК Компартії України.
У червні — вересні 1958 року — інструктор відділу партійних органів Полтавського обласного комітету КПУ.
У вересні 1958 — 1962 року — 1-й секретар Глобинського районного комітету КПУ Полтавської області, 1-й секретар Хорольського районного комітету КПУ Полтавської області.
У 1962 — січні 1965 року — начальник, секретар партійного комітету Хорольського територіального виробничого колгоспно-радгоспного управління Полтавської області.
У 1965 — січні 1968 року — 1-й секретар Лубенського районного комітету КПУ Полтавської області.
Закінчив заочно Київський інститут народного господарства.
28 грудня 1967 — 7 січня 1974 року — секретар Полтавського обласного комітету КПУ.
7 січня 1974 — 22 серпня 1978 року — голова виконавчого комітету Полтавської обласної ради депутатів трудящих.
Потім — на пенсії в місті Полтаві.

## Нагороди і відзнаки
Нагороджений орденами Леніна, Жовтневої революції, двома — Трудового Червоного Прапора, Вітчизняної війни І ступеня, Богдана Хмельницького, медалями.